# Mesothelae
Mesothelae – podrząd pająków z odwłokiem wykazującym segmentację. Szczękoczułki ustawione poziomo w przedłużeniu osi ciała. Dwie pary płucotchawek. Serce z pięcioma parami ostiów. Kądziołki przędne na końcu odwłoka. Nie budują sieci łownych.
Grupa Mesothelae jest uznawana za siostrzaną wobec Opisthothelae, do której należą wszystkie pozostałe pająki. Ze względu na obecność u Mesothelae wielu plezjomorfii, są one uznawane za najbardziej pierwotną grupę współczesnych pająków. Haupt (2003) sugerował nawet, że u Mesothelae nie występują gruczoły jadowe, a cecha ta wyewoluowała dopiero u Opistothelae. Późniejsze badania nad Liphistius dowiodły jednak obecności gruczołów jadowych przynajmniej u samic i juwenilnych osobników, choć krótko żyjące samce mogą być ich pozbawione. Badania sugerują, że Mesothelae są grupą monofiletyczną. Najstarszym znanym przedstawicielem jest Palaeothele montceauensis, którego skamieniałości odkryto w datowanych na późny karbon osadach na terenie Francji. Wszystkie współczesne Mesothelae należą do rodziny Liphistiidae, poza nią wyróżniano również Arthrolycosidae i Arthromygalidae, jednak są one (zwłaszcza Arthromygalidae) wyodrębnione na podstawie wątpliwych cech. Klad Mesothelae oddzielił się od Opisthothelae prawdopodobnie w późnym karbonie lub wczesnym permie na terenie Eurameryki.